# Barra do Chapéu (kommun)
Barra do Chapéu är en kommun i Brasilien.   Den ligger i delstaten São Paulo, i den södra delen av landet, 1 000 km söder om huvudstaden Brasília. Antalet invånare är 5 236.
Följande samhällen finns i Barra do Chapéu:
- Barra do Chapéu

I omgivningarna runt Barra do Chapéu växer i huvudsak städsegrön lövskog. Runt Barra do Chapéu är det glesbefolkat, med 11 invånare per kvadratkilometer.